# Аврамије Печерски
Аврамије Печерски или Аврамије Затворник (2. трећина 13. - почетак 14. века) - јеромонах Кијево-печерског манастира.
Руска православна црква га поштује у чину светитеља, празнује се 28. септембра  (по јулијанском календару) и 29. октобар (Сабор Преосвећених отаца Кијево-Печерских Печерских пећина)
Подаци о животу монаха Аврамијаа нису сачувани, па истраживачи датирају његов живот од друге трећине 13. до почетка 14. века, објашњавајући то чињеницом да су о Кијеву сачувани релативно детаљни биографски подаци.
Мошти светог Авраамија чувају се у Блиским (Антонијевим) пећинама Кијево-Печерског манастира између моштију преподобномученика Анастасија и 12 преподобних грчких мајстора.
Локално поштовање је почело под митрополитом Петром (Могилом), који је 1643. године установио прославу Сабора Преосвећених Отаца Ближњих и Далеких Пећина.
Од краја 17. века име Аврамија се помиње међу светитељима „града Кијева“. Свецрквено поштовање је почело након дозволе Светог синода у другој половини 18. века да се имена једног броја кијевских светитеља унесу у општецрквене месечне календаре.